# Cedric Lewis
Cedric Rannell Lewis (Washington, 24 settembre 1969) è un ex cestista statunitense, professionista in Francia, in Germania e nella NBA.